# 찰라테낭고

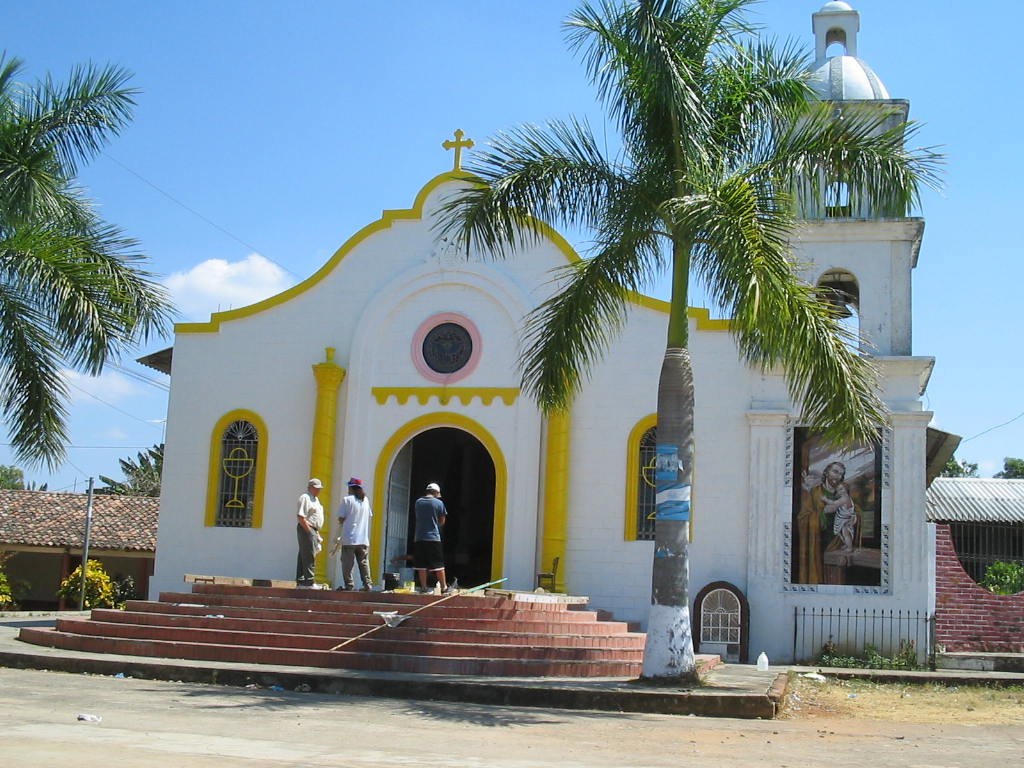
찰라테낭고

찰라테낭고(스페인어: Chalatenango)는 엘살바도르의 도시로 찰라테낭고 주의 주도이며 면적은 131.5km2, 높이는 396m, 인구는 29,271명(2012년 기준), 인구 밀도는 160명/km2이다.